# Ородел (Арджеш)
Ородел (рум. Orodel) — село у повіті Арджеш в Румунії. Входить до складу комуни Реча.
Село розташоване на відстані 86 км на захід від Бухареста, 40 км на південь від Пітешть, 97 км на схід від Крайови, 135 км на південь від Брашова.

## Населення
За даними перепису населення 2002 року у селі проживали 197 осіб, усі — румуни. Усі жителі села рідною мовою назвали румунську.